# Batalion Strzelców Ziemi Wiskiej gen. Chryzantego Opackiego
Batalion Strzelców Ziemi Wiskiej gen. Chryzantego Opackiego – polski oddział piechoty wchodzący w skład wojsk powstańczych okresu insurekcji kościuszkowskiej.

## Formowanie
W lipcu 1794 generał major ziemi wiskiej Gabriel Rafał Opacki rozpoczął  formowanie batalionu strzelców. 8 września 400 osobowy oddział wszedł w skład Dywizji Nadnarwiańskiej gen. mjr. Andrzeja Karwowskiego. Do 3 października jednostka osiągnęła stan 600 osób. Na uzbrojeniu batalion posiadał 288 karabinów.

## Żołnierze batalionu
Organizatorem batalionu był gen. mjr  Chryzanty Opacki. Pułkownikiem i faktycznym dowódcą strzelców wirskich był Rajmund Rembieliński. 29 września stanowisko podpułkownika objął oficer wojsk litewskich Chodkiewicz. Stanowisko majora pozostało nie obsadzone. Kompaniami dowodzili: kpt. Stanisław Gintowt, kpt. Kajetan Małachowicz, por. Józef Niklewicz, por. Andrzej Rembieliński. Ponadto w batalionie służyło 6 podporuczników.